# Ordinul iezuit
| Societatea lui Isus (Ordinul Iezuit) | Societatea lui Isus (Ordinul Iezuit) |
| ------------------------------------ | ------------------------------------ |
|                                      |                                      |
| Nume oficial                         | Societas Iesu (Jesu)                 |
| Nume popular                         | Iezuiți                              |
| Fondator                             | Ignațiu de Loyola, Roma              |
| Data înființării                     | 27 septembrie 1540                   |
| Apartenența                          | Biserica Catolică                    |
| Sigla                                | SJ                                   |
| Deviza                               | Ad Maiorem Dei Gloriam               |
| Statut canonic                       | Ordin religios                       |
| Total membri                         | 19.500 cca.                          |
| Sit oficial                          | http://www.sjweb.info                |
| Ordine religioase                    |                                      |

Societatea lui Isus (Societas Iesu/Jesu (S.I. / S.J.) în latină) este un ordin călugăresc al Bisericii Catolice, ordin aflat în serviciul direct al papei.

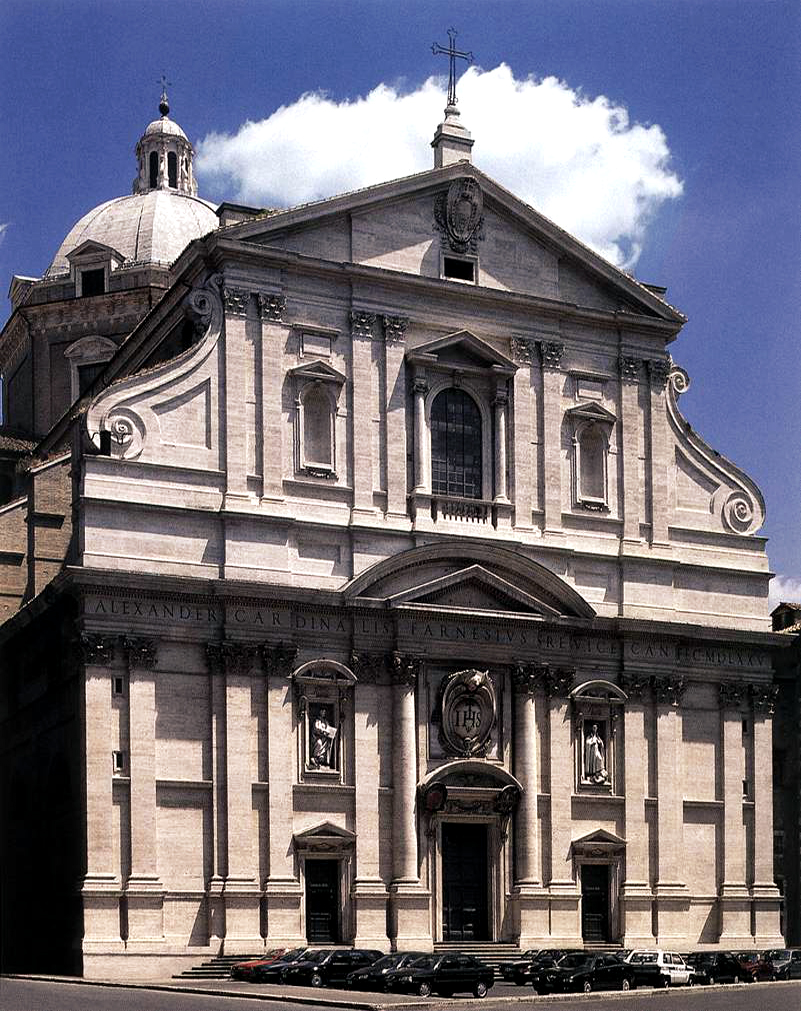
Biserica Il Gesù din Roma
(construită între 1554 și 1584),
prima biserică a iezuiților

## Istoric
Bazele ordinului au fost puse la data de 15 august 1534 de către un grup de studenți ai Universității din Paris, în frunte cu Ignațiu de Loyola.
Ordinul a fost aprobat pe 27 septembrie 1540 de papa Paul al III-lea, prin Bula „Regimini militantis Ecclesiae”.
Pe lângă cele trei voturi (promisiuni) călugărești obișnuite (ascultare, castitate, sărăcie), iezuiții au introdus un al patrulea vot, anume cel de ascultare necondiționată față de papă. Iezuiții au întemeiat renumite instituții de învățământ, pe care le-au deschis tuturor categoriilor sociale. S-au făcut remarcați atât în domeniul educației, cât și pe tărâm misionar. Au răspândit creștinismul în mai toate noile continente, fiind activi în Asia (Japonia, China, Vietnam, Laos, India) și în America de Sud (Paraguay, Argentina, Brazilia).
Călugării iezuiți s-au implicat în punerea în practică a hotărârilor Conciliului Tridentin, care a decis primenirea Bisericii Catolice după șocul Reformei protestante. Iezuiții au fost principalii promotori ai Contrareformei, căutând să restabilească credința catolică în țări cu o veche tradiție catolică devenite între timp protestante, precum Anglia, Germania, Olanda, Elveția, Principatul Transilvaniei. În Ucraina și Transilvania iezuiții au sprijinit afirmarea bisericilor greco-catolice, aducând importante servicii culturii țărilor respective. Universitatea din Cluj este considerată a fi continuatoarea vechiului Colegiu iezuit, înființat prin strădania teologului și diplomatului italian Antonio Possevino, instituție la care a învățat, printre alții și Nicolae Pătrașcu, fiul lui Mihai Viteazul.
Încă de la înființare ordinul iezuiților s-a remarcat prin anumite trăsături specifice care l-au demarcat în mod durabil de restul ordinelor călugărești catolice; printre inovațiile mai importante sunt adoptarea unei autorități puternic centralizate, un mandat pe viață la șefia ordinului, masculinitate exclusivă (inexistența unei ramuri feminine a ordinului), accentul pus pe supunere - în special pe supunerea în fața Papei - și o mai mare flexibilitate, fapt care a favorizat mobilitatea și adaptabilitatea (s-au abandonat astfel practicile medievale cum ar fi penitențe frecvente, postul obligatoriu generalizat și recitările corale ale liturghiei).
Superiorul general al ordinului iezuiților poate interveni și reforma comunitățile locale monastice într-un mod particular, diferit, față de celelalte ordine călugărești catolice, mai "democratice". Centralizarea puterii (structura ierarhică a iezuiților nu există în celelalte ordine călugărești catolice), alături de accentul tradițional pus de către iezuiți pe ascultarea strictă, sunt caracteristicile care au făcut ca superiorul general al ordinului să fie adesea denumit ca "Papa negru" (probabil aluzie la veșmintele iezuiților). Conștienți fiind de faptul că unul dintre factorii cei mai importanți care au garantat la începutul mileniului întâi succesul religiei creștine a fost organizarea ierarhică și adaptabilitatea, iezuiții au adoptat și ei modelul unei ierarhii elaborate, ca și o atitudine pragmatică. Constituțiile iezuite au pus încă de la început un accent mai mare  pe apostolatul activ, decât se întâmpla la celelalte ordine călugărești catolice care l-au precedat, și care erau mai înclinate spre viața contemplativă.
Iezuiții au jucat de-a lungul timpului rolul important de predicatori de curte și confesori regali (duhovnici ai elitelor Europei premoderne), fapt care i-a pus într-o poziție privilegiată, de mare influență politică. Dar implicarea lor politică și teologia lor morală considerată de critici a fi prea "flexibilă", în special în secolul al XVII-lea, a făcut din termenul "iezuit" un sinonim pentru "șiretenie" și "duplicitate", iezuiții fiind acuzați că se ghidează după principiul "scopul scuză mijloacele" (deși reprezentanții iezuiți ai teologiei morale respingeau într-o majoritate covârșitoare acest principiu). Mai târziu, la finele secolului al XIX-lea și începutul secolului al XX-lea, iezuiții erau încă considerați în a fi ghidați după deviza "violență pentru trup, minciuni pentru suflet."

Rolul ordinului iezuiților de principal agent al Contrareformei catolice pe continentul european nu i-a împiedicat să devină niște misionari eficienți în Asia, America și Africa, aceștia punând, în plus, încă de la prima generație, un model de educație religioasă care au fundamentat, la cererea puterii seculare (convinsă de calitatea educației dispensate gratuit), și învățământul laic: iezuiții au înființat astfel școli la toate nivelurile, aceștia posedând și utilizând chiar și azi, doar în Statele Unite, 19 universități! În materie de apostolat, eficiența iezuiților, datorată adesea unei importante flexibilități doctrinare, a fost totuși la un moment dat afectată negativ de chiar această flexibilitate crescută, devenită astfel un principal impediment: din dorința de a atinge scopul strategic important, anume convertirea Chinei - țara lumii cu populația cea mai mare - la creștinism, în munca lor de propagandă religioasă din secolul al XVII-lea, iezuiții au adaptat creștinismul la tradițiile filozofice chinezești; criticii au considerat însă că iezuiții au mers prea departe, fapt care a determinat papalitatea să suprime riturile chinezești apărute: iezuiții, flexibili și deciși să convertească China, merseseră până într-acolo încât traduseseră în chineză noțiunea de "Dumnezeu" prin "Tiān ( 天 )” ("cer"), dar Biserica i-a obligat să-i învețe pe chinezii convertiți că Dumnezeul creștin este personal (în cosmologia chineză nu există o metafizică religioasă, și nici un Dumnezeu personal, cum nu există nici creație a lumii (aceasta fiind eternă și în permanentă transformare), sau o lume-de-dincolo) și că credința lor ancestrală a fost anti-creștină.

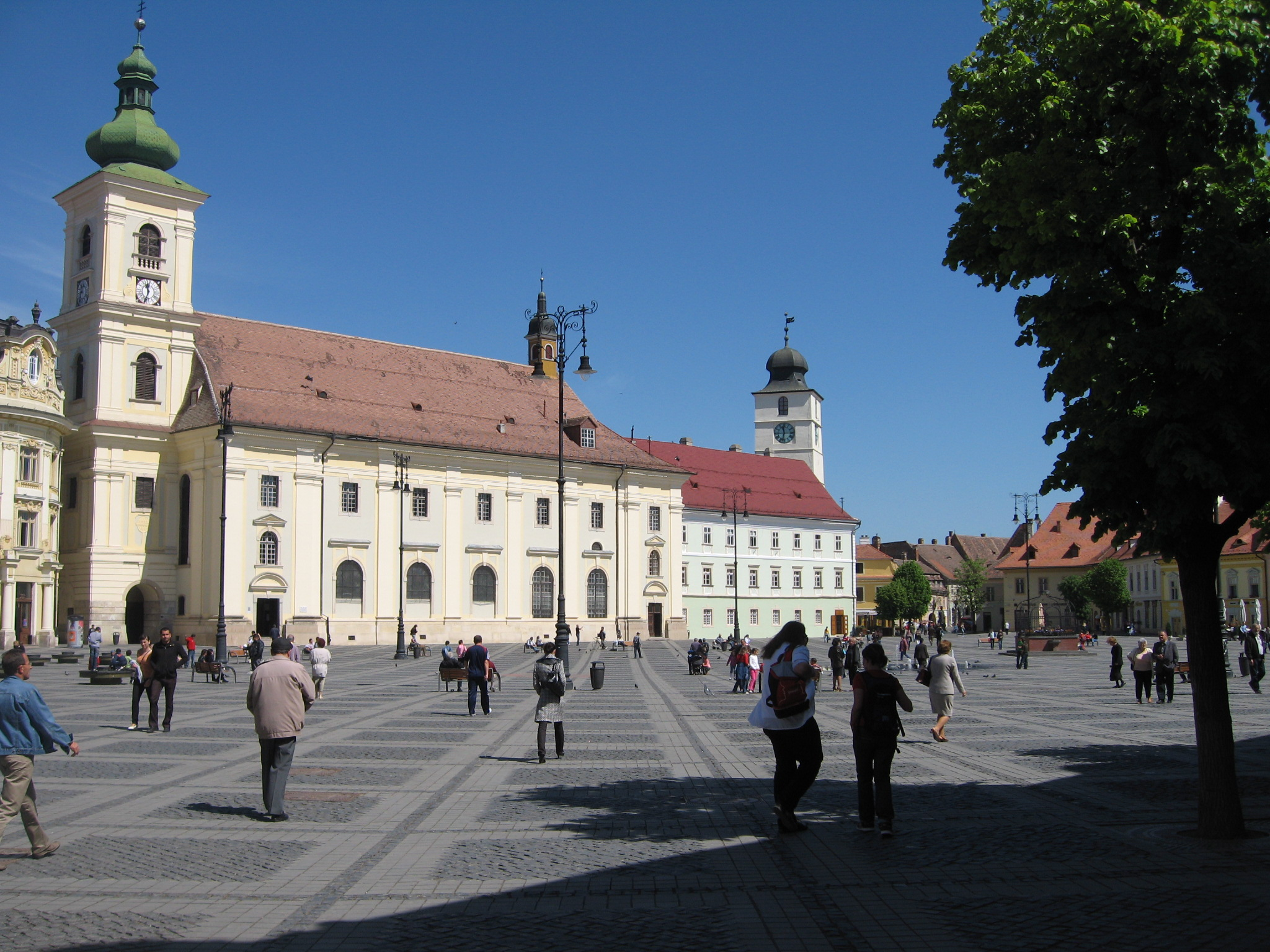
Biserica Iezuiților din Sibiu

Iezuiții au fost dintotdeauna un ordin religios, temut de unii, admirat de alții,, însă în secolul al XVIII-lea guvernele țărilor catolice și în general guvernele europene, au considerat ordinul iezuiților drept un important impediment în creșterea influenței statelor naționale asupra bisericilor locale; guvernele Austriei, Franței, Spaniei, Portugaliei și altor state au suprimat ordinul iezuiților, atât în metropole cât și în colonii, aceste guverne ajungând în final prin a cere în 1778 Papei Clement al XIV-lea să desființeze ordinul, fapt pe care acesta l-a și făcut. Pe continent, doar guvernul Prusiei lui Frederic și al Rusiei împărătesei Ecaterina, au refuzat să interzică activitatea iezuiților pe teritoriile lor. Abolirea Ordinului iezuiților a fost însă de scurtă durată, căci acesta a fost reînființat de către Vatican la începutul celui de-a doilea deceniu a secolului al XIX-lea, o dată cu reinstalarea la putere a guvernelor reacționare, conservatoare, după 1814.

## Emblema ordinului

Emblema Ordinului Iezuit

Logo-ul ordinului cuprinde trei litere: IHS, interpretate în două variante mai răspândite:

a) Iesum Habemus Socium (Isus însoțitorul nostru)

b) Iesus Hominum Salvator (Isus mântuitorul omenirii)

## În Transilvania
Ștefan Báthory, principe al Transilvaniei și rege al Poloniei a înființat, în 1581, Colegiul Iezuit din Cluj. Acesta a chemat la Cluj mai mulți profesori iezuiți din Italia, Germania și Polonia, care au constituit Colegiul Academic (în latină Collegium Academicum Claudiopolitanum). Instituția număra în anul 1585 peste 180 de studenți.  Printre studenții Colegiului Iezuit din Cluj s-a aflat și Nicolae Pătrașcu, fiul lui Mihai Viteazul.
În anul 1603, în urma ocupării orașului de către Moise Szekely, iezuiții au fost alungați, bunurile lor devastate, iar universitatea închisă. În 1698 au revenit, după restabilirea academiei. Instituția a cunoscut un avânt deosebit în secolul al XVIII-lea, când pe lângă biserică și universitate a fost construit un mare internat, intitulat Convictus Nobilium, în care au fost primiți studenți indiferent de originea lor etnică.
Astronomul și profesorul iezuit Maximilian Hell, imediat după hirotonirea sa ca preot în anul 1752, a fost trimis la Cluj, cu misiunea de a consolida Colegiul academic iezuit din Cluj, care ținea de provincia austriacă a ordinului iezuit. Maximilian Hell a devenit unul din cei șapte profesori ai Colegiului academic din Cluj (la care se adăuga rectorul). Domeniile de predare ale profesorului Maximilian Hell au fost matematica și astronomia. Totodată, el a fost și întemeietorul Observatorului Astronomic din Cluj. 

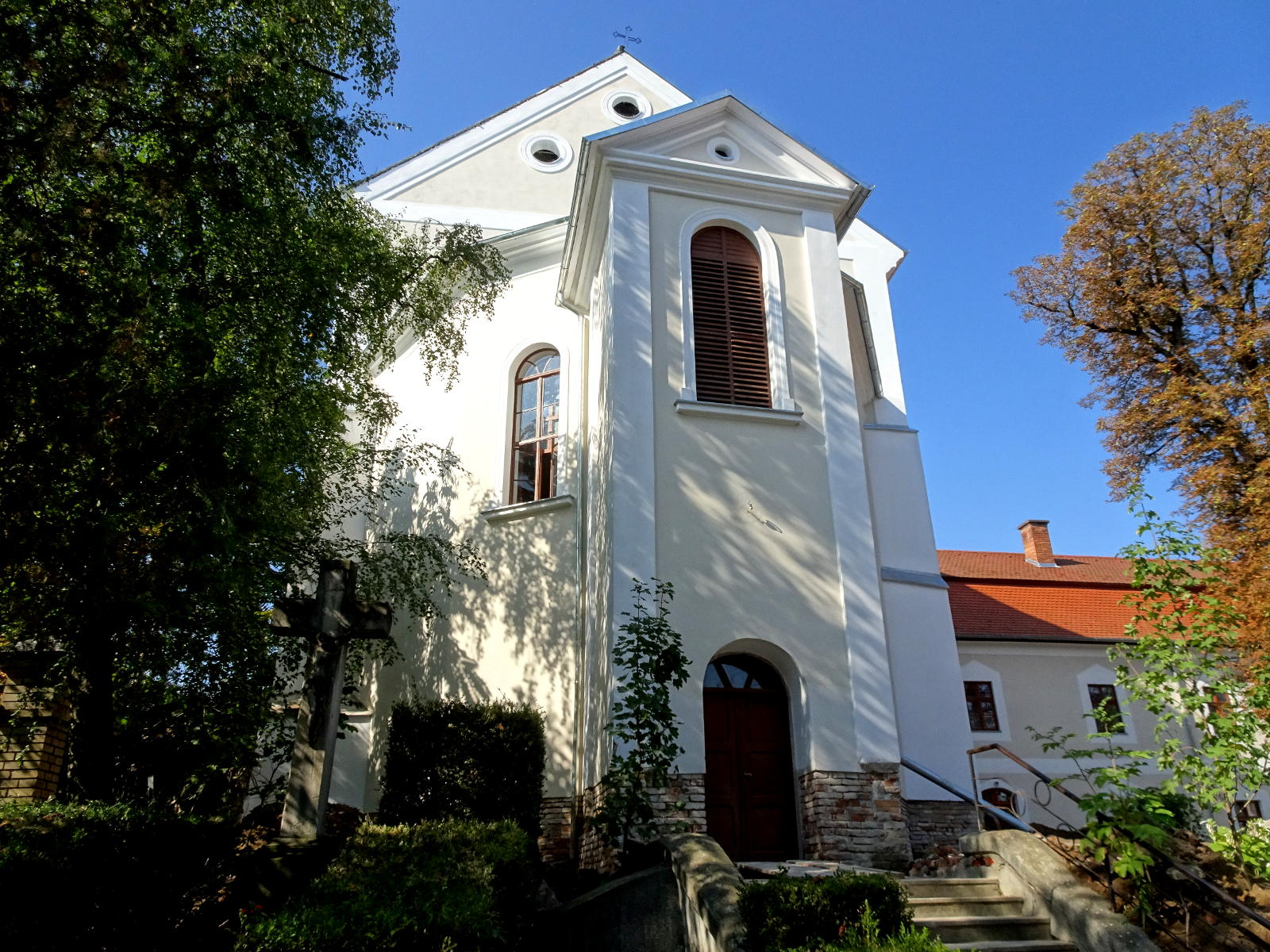
Parohia Studențească Iezuită din Târgu Mureș

Societatea lui Isus a fost desființată în mai multe rânduri, de-a lungul istoriei. Ordinul iezuit a fost interzis în România ultima dată în anul 1948, odată cu instaurarea regimului comunist. După evenimentele din decembrie 1989 iezuiții au reintrat în legalitate. 
Biserica Minoriților din Târgu Mureș a fost dată în anul 2000 în folosința Arhiepiscopiei Romano-Catolice de Alba Iulia, deoarece în lipsa resurselor umane călugării franciscani minoriți și-au încheiat misiunea în oraș. Parohia studenților a fost mutată astfel, în fosta mănăstire minorită și a intrat, atât imobilul, cât și parohia, din anul 2008, în administrarea iezuiților reîntorși la Târgu Mureș. Misiunea și comunitatea din localitate începuseră activitatea ca urmare a unei înțelegeri între provinciile române și maghiare ale Ordinului și ca răspuns la invitația Arhiepiscopiei de Alba Iulia.
Unul din proiectele sociale de anvergură este cel inițiat în anul 1991 de preotul iezuit austriac Georg Sporschill, care prin Organizația Umanitară Concordia urmărește reintegrarea socială a copiilor străzii.

## Contemporaneitate

### Tinerii ignațieni
Rețeaua Tinerii ignațieni a fost fondată la începutul anilor 1980. Scopul său este valorificarea unei pastorale ignațiene adresată tineretului. Este dedicată tinerilor cu vârste între 17 și 35 de ani.

### Serviciul Iezuit pentru Refugiați
Fondat în 1980, acest serviciu este activ în 40 de țări. Are drept scop însoțirea, servirea și apărarea drepturilor refugiaților și persoanelor deplasate contra voinței lor, oricare ar fi cauza: conflicte, dezastre umanitare sau violarea drepturilor omului.

## Iezuiți celebri din lume
A
- Claudio Acquaviva, diplomat
- José de Anchieta (1534-1597), filolog, „apostolul Braziliei”
- Pedro Arrupe

B
- Augustin Bea, cardinal
- Robert Bellarmin, sfânt
- Jorge Mario Bergoglio, arhiepiscop de Buenos Aires, cardinal, ulterior papa Francisc (2013-2025)
- Olivo Bosa, preot italian, venit în România după 1990, preocupat îndeobște de pastorația tinerilor și a studenților
- George Buitul, preot catolic român din Transilvania secolului al XVII-lea, autorul unui catehism catolic redactat în limba română, Catechismus szau Summa Kredinczei Katholicsest R.P. Petri Canisii, apărut ca o replică la catehismul calvinesc, care fusese scris în special pentru convertirea la religia protestană a valahilor ardeleni.

C
- Petrus Canisius (1521-1597), pedagog, doctor al Bisericii
- Stephen Chow (n. 1959), episcop de Hong Kong
- Petru Claver (1581-1654), misionar în Columbia, promotor al drepturilor omului
- Christophorus Clavius (1538-1612), astronom, realizator al calendarului gregorian

D
- Jean Daniélou (1905-1974), cardinal
- Alfred Delp (1907-1945), dizident antihitlerist

E
- Luis Espinal

F
- Honoré Fabri, matematician

G
- Baltasar Gracián, scriitor spaniol
- Melchior Grodziecki (1584-1619), martir iezuit polonez, sfânt al Bisericii Catolice

H
- Rafael Haag (1895-1978), deținut politic, victimă a Securității
- Maximilian Hell (1720-1792), astronom
- Georg Hofmann (1885-1956), bizantinolog
- Gerard Manley Hopkins (1844-1889), scriitor

K
- Athanasius Kircher, savant, polihistor
- Ignaz Kögler,
- Stanislaus Kostka, sfânt

L
- Michael van Langren (1598-1675), cartograf

M
- Carlo Maria Martini, cardinal
- Julianus Maunoir,
- Rupert Mayer, dizident antihitlerist
- Anthony de Mello, scriitor indian
- Paul Miki, martir

N
- Oswald von Nell-Breuning

O
- Leo O’Donovan (n. 1934), rectorul Universității Georgetown

P
- Petrus Pázmány, cardinal
- Emil Puni, greco-catolic, fost superior al iezuiților din România, după 1990
- Ștefan Pongrácz, martir iezuit ardelean, sfânt al Bisericii Catolice

R
- Hugo Rahner,
- Karl Rahner,
- Alexandre Rhodes,
- Matteo Ricci, teolog și astronom
- Giovanni Riccioli,
- Alberto Rivera,
- José María Rubio y Peralta,

S
- Johann Michael Sailer,
- Jakob Salès,
- Adam Schall von Bell, sinolog
- Georg Scherer,
- Gerolamo Sersale,
- Ignaz Sichelbarth (1708-1780), grafician, misionar în China
- Friedrich Spee (1591-1635), scriitor, critic al proceselor vrăjitoarelor
- Georg Sporschill (n. 1946), activist social în România și Republica Moldova
- Jón Sveinsson

T
- Emanuele Tesauro, teoretician al barocului italian
- Pierre Teilhard de Chardin, savant
- Gottfried Thelen

V
- Ferdinand Verbiest (1623-1688), matematician, astronom și misionar în China

W
- Franz Xaver von Wulfen (1728-1805), botanist, entomolog, lichenolog, micolog și mineralog

X
- Francisco de Xavier (1506-1552), misionar în Japonia